# نجم جرومبريدج 1830
يعتبر نجم غرومبريدج Groombridge 1830 (المعروف أيضًا باسم Argelander's Star ) نجمًا في كوكبة Ursa Major .

## وصفه
إنه قزم ثانوي من فئة G8 أصفر اللون ، تم فهرسته بواسطة عالم الفلك البريطاني ستيفن جرومبريدج بواسطة دورة عبور
جرومبريدج Transit Circle بين عامي 1806 و 1830 وتم نشره بعد وفاته في كتالوج النجوم الخاص به ، كتالوج النجوم القطبية (1838). لاحظ فريدريك فيلهلم أرجيلاندر حركته العالية المناسبة في عام 1842.
يقع على بعد 29.9 سنة ضوئية (9.2 فرسخ نجمي) من [[الشمس كما تم قياسها بواسطة مركبة غايا الفضائية ، والتي ، نظرًا لأن المسافة تقارب 10 فرسخ فلكي ، تعني أن قدره المطلق (ضياؤه) يساوي تقريبًا قدره الظاهري (شدة لمعانه). إنه عضو في هالة المجرة ؛ تمثل هذه النجوم 0.1 إلى 0.2 في المائة فقط من النجوم القريبة من الشمس . مثل معظم نجوم الهالة ، تحتوي على وفرة منخفضة من العناصر بخلاف الهيدروجين والهيليوم - وهو ما يسميه علماء الفلك بالنجم الفقير بالمعادن .
كان يشتبه في كونه نجمًا ثنائيًا ذو دورة لمدة 175 يومًا ، ولكن الإجماع العلمي الحالي هو أنه نجم منفرد . من المحتمل أن المشاهدات المشبوهة السابقة كنجم ذو رفيق كانت على الأرجح "توهجات كبيرة " - تشبه التوهجات الشمسية للشمس ، لكنها أكثر قوة بمئات إلى ملايين المرات. كان لديه واحد من أول 9 توهجات فائقة تم تحديدها.

## الحركة المناسبة
عند اكتشافه كان لديه أعلى حركة مناسبة لأي نجم معروف ، ليحل محل الدجاجة 61 (Cygni) في ذلك القسم. في وقت لاحق انخفض إلى المركز الثاني بعد اكتشاف نجم Kapteyn ، ولاحقًا إلى المركز الثالث بعد اكتشاف Barnard's Star . ومع ذلك فهو أبعد بكثير من أي من تلك النجوم ، مما يعني أن سرعته العرضية أكبر.

## أنظر أيضا
- قائمة أنظمة النجوم في حدود 25-30 سنة ضوئية

## روابط خارجية
- Israelian، Garik؛ García López، Ramon J.؛ Rebolo، Rafael (1998). "Oxygen Abundances in Unevolved Metal-poor Stars from Near-Ultraviolet OH Lines". المجلة الفيزيائية الفلكية. ج. 507 ع. 2: 805–817. arXiv:astro-ph/9806235. Bibcode:1998ApJ...507..805I. DOI:10.1086/306351.
- SolStation.com: Groombridge 1830
- AN 19 (1842) 393/394 (in German)
- AN 20 (1843) 163/164 (in German)
- AN 20 (1843) 279/280